# 達斯基嶺
80°5′S 157°2′E / 80.083°S 157.033°E
達斯基嶺（英語：Dusky Ridge）是南極洲的山嶺，位於奧次地，長17公里、寬4公里，處於利斯克冰川和欣頓冰川之間，屬於不列顛嶺的一部分，現時由南極條約體系管理。